# Acacia mathuataensis
Acacia mathuataensis — вид квіткових рослин з родини бобових. Ареал: Фіджі.

## Середовище
Мабуть, рідко зустрічається в густих гребневих заростях на висоті 500–590 метрів.

## Біоморфологічна характеристика
Це розлоге дерево заввишки до 6 метрів.

## Використання
Невідомо про використання чи торгівлю цим видом. Це може мати певне традиційне використання, оскільки інші види з роду Acacia використовуються для малювання обличчя в традиційних танцях.